# أوبية (اسم)
أَوْبِيَّة هو اسم علم مؤنث من أصل عربي، ومعناه هو مؤنث أََوْبِي وهو الرجوع والتوبة والقصد والاستقامة.